# クランスカ・クロバサ

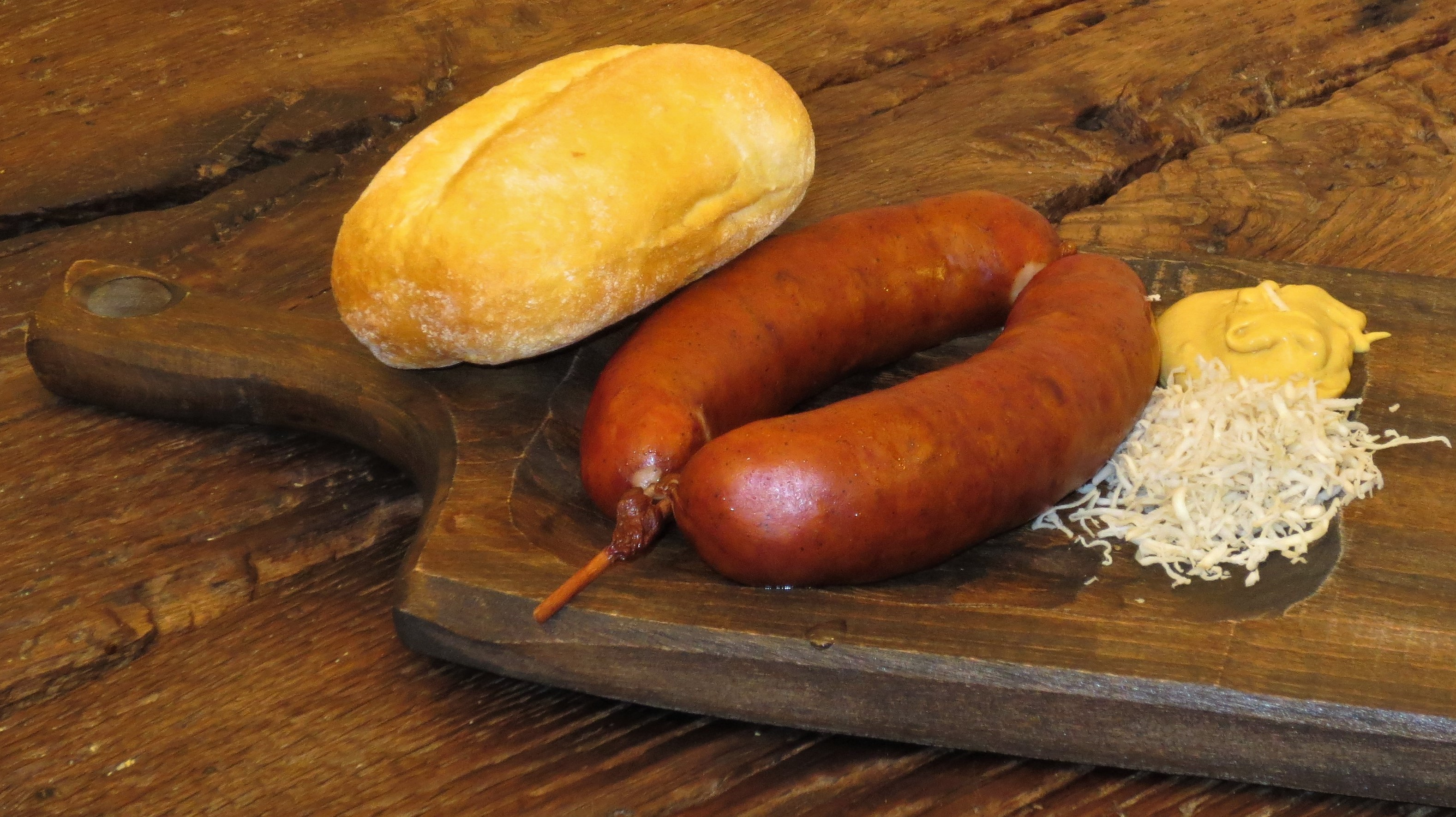
クランスカ・クロバサ（首都リュブリャナにて）

クランスカ・クロバサ (kranjska klobasa) は、スロヴェニアを代表する伝統的なソーセージである。ドイツ語ではクライナー・ヴルスト (Krainer Wurst)、オーストラリア英語ではクランスキー・ソーセージ (kransky sausage) としても知られている。北アメリカでキールバーサ (kielbasa) またはポーランド風ソーセージ (polish sausage) の名で親しまれているものに近い。

## 名称
クロバサ (klobasa) は、スロヴェニア全域で一般的に供される小さめのソーセージを指す。サラミ (salama) とは異なる。
クランスカ (Kranjska) とは、カルニオーラ (Carniola) という歴史的地域名に由来している。ドイツ語ではクライン (Krain)。オーストリア・ハンガリー帝国における1つの地域名であり、この地域はだいたい現在のスロヴェニア共和国の領域と重なる。

## 歴史
クランスカ・クロバサについての最古の記述は、ドイツ語圏では1896年に出されたカタリナ・プラト (Katarina Prato) の料理本『南ドイツの料理』 (Süddeutsche Küche) の改訂版に見られる。スロヴェニアにおいては1912年のフェリツィタ・カリンシェク (Felicita Kalinšek) による『スロヴェニア料理』 (Slovenska Kuharica) の6番目の改訂版で、初めてクランスカ・クロバサという用語が登場する。

## 具材
スロヴェニアにおいては、『肉加工食品の品質に関する法律』 (Pravilnik o kakovosti mesnih izdelkov) の中で、クランスカ・クロバサについては次のように厳密に規定されている。
豚肉を最低68%以上、牛肉を最低12%以上使用し、脂身は20%以下でなければならない。添加物として認められているのは、水、食塩、ニンニク、コショウが5%以内である。その他の添加物は加えてはならない。肉は10 - 13mm、脂身は8 - 10mmの大きさに挽いておく。豚の腸に直径32 - 36mmになるように具材を詰める。長さは12 - 16cm、重さは180 - 220ｇになるようにし、70℃以下の温度で燻製にする。
この条件を満たしていないものは、スーパーマーケットや精肉店の店頭販売でクランスカ・クロバサという名称を使えない。

## バリエーション

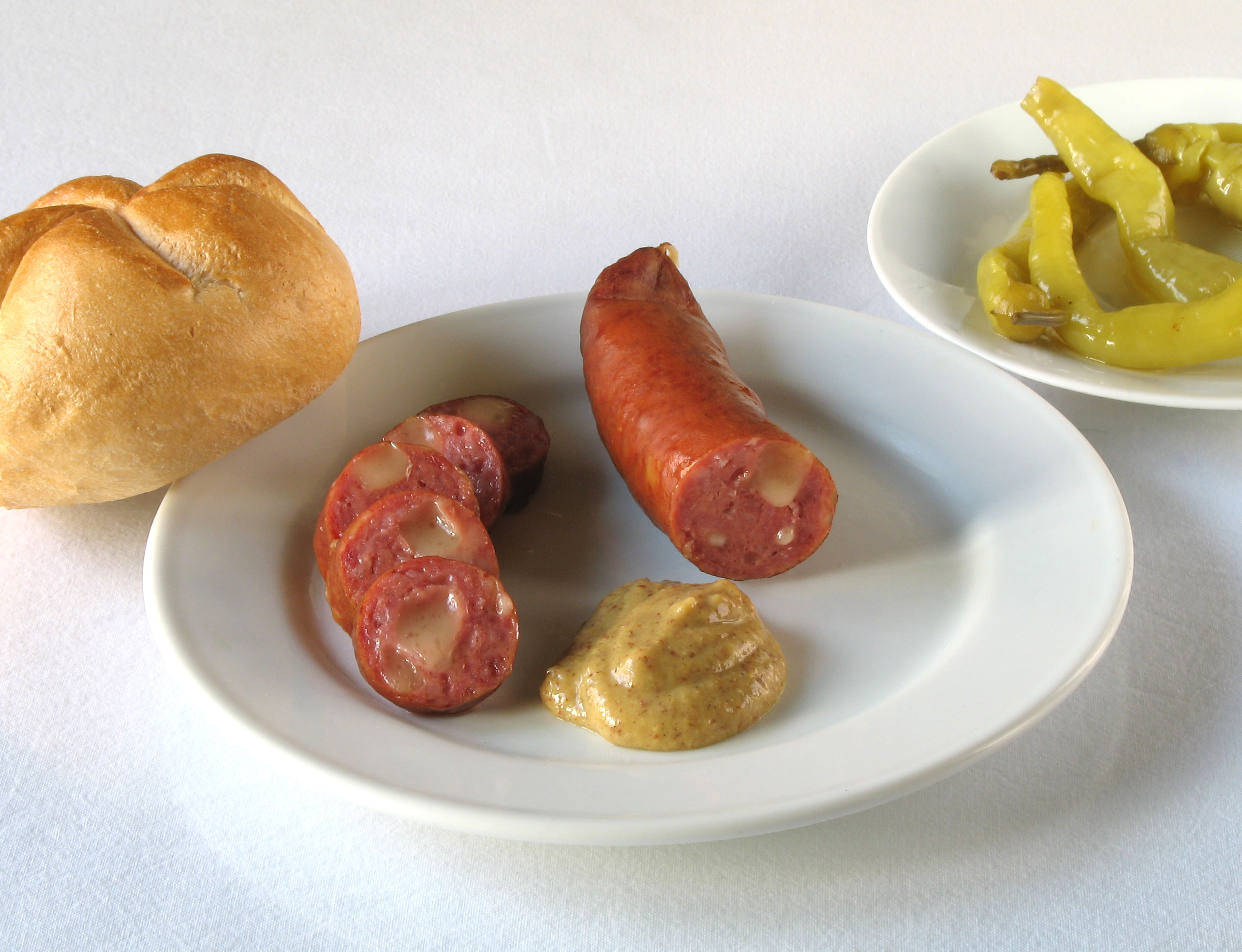
Käsekrainer

バリエーションとしては、オーストリアに渡ったスロヴェニア系移民によって一般的になったチーズ入りのソーセージ (Käsekrainer) などがあるが、スロヴェニア国内におけるクランスカ・クロバサとは少し異なる。